# Elektra (1962)
Elektra é um filme grego de 1962 dirigido pelo diretor grego-cipriota Michael Cacoyannis que narra o mito de Elektra, escrito por Eurípides. O Filme é preto e branco, e foi estrelado por Irene Papas no papel de Elektra, e Yannis Fertis como Orestis. O filme participou do Festival de Cannes de 1962, vencendo na categoria de Melhor Adaptação para o Cinema.

## Elenco
- Irene Papas como Electra
- Giannis Fertis como Orestes
- Aleka Katselli como Klytaemnistra
- Manos Katrakis como o tutor
- Notis Peryalis como o marido de Elektra
- Fivos Razi como Aegisthus
- Takis Emmanuel como Pylades
- Theano Ioannidou como chorus leader
- Theodoros Dimitriou como Agamemnon
- Elsie Pittas como Elektra jovem
- Petros Ampelas como Orestes jovem